# Siljan runt
Siljan runt är ett cykelmotionslopp i Dalarnas natur, Sverige som går runt Siljan, start och mål på Sollerön – ön mitt i Siljan. 
Siljan runt hade premiär 1968. 
Dagens lopp startar och slutar beroende på vilken rutt som körs. Det finns tre olika lopp, tre olika färdvägar för max 5.000 åkare:
- 70 kilometer – Orsasjön runt
- 120 kilometer – Siljan runt (originalrundan)
- 160 kilometer – Orsasjön och Siljan runt